# Barnaby Jack
Barnaby Michael Douglas Jack (ur. 22 listopada 1977 w Auckland, zm. 25 lipca 2013 w San Francisco) – nowozelandzki haker, programista i specjalista od bezpieczeństwa komputerów. Był również znany z jego prezentacji na konferencji o bezpieczeństwie komputerów Black Hat Briefings w 2010, podczas której wykorzystał (złamał) dwa bankomaty i pokazał na scenie jak wydają fałszywe pieniądze. Zmarł w swoim mieszkaniu na tydzień przed zapowiadanym wystąpieniem ujawniającym zawodność stymulatorów serca, pomp insuliny i innych urządzeń medycznych. W styczniu 2014 roku ujawniono, że przyczyną śmierci było przedawkowanie narkotyków.